# Esodo (racconto biblico)

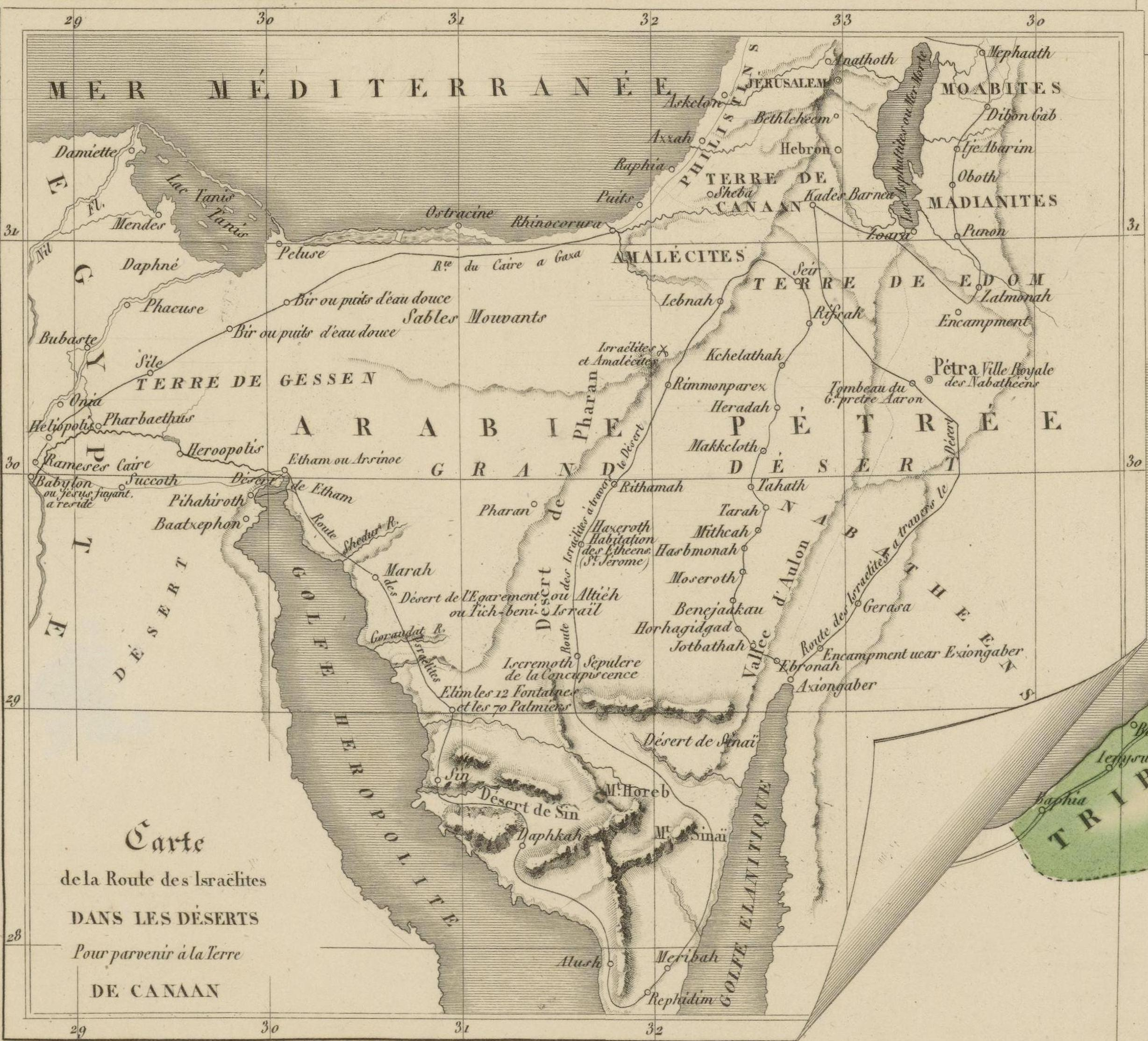
Mappa del percorso degli israeliti nei deserti per raggiungere la Cananea. A. Toussaint, 1834.

L'Esodo (in greco antico: Ἔξοδος?, Éxodos, "uscita"; in ebraico יציאת מצרים‎?, «uscita dall'Egitto») è il principale racconto descritto nell'omonimo libro della Bibbia.
Il libro racconta di come il popolo ebraico, che secondo la Bibbia sarebbe stato schiavo degli Egizi, sarebbe stato liberato da Dio per mano del profeta Mosè da lui inviato. Abbandonato l'Egitto, gli ebrei avrebbero vagato nel deserto del Sinai per 40 anni per poi giungere nella terra di Canaan, dove si sarebbero insediati. La liberazione dall'Egitto è commemorata dagli Ebrei nel giorno di Pesah, ovvero la Pasqua ebraica.
Essendo la Bibbia l'unica fonte dell'evento, 
e non essendo stati trovati elementi storici od archeologici che dimostrino che una migrazione di tale imponenza sia mai avvenuta nella storia egizia, gli eventi narrati nel Pentateuco non possono essere considerati storici. Nonostante ciò, la maggioranza degli studiosi ritiene che vi sia un nucleo storico dietro agli eventi biblici, ovvero la migrazione di un popolo semita dall'Egitto a Canaan nel XIII secolo a.C. .

## Narrazione biblica

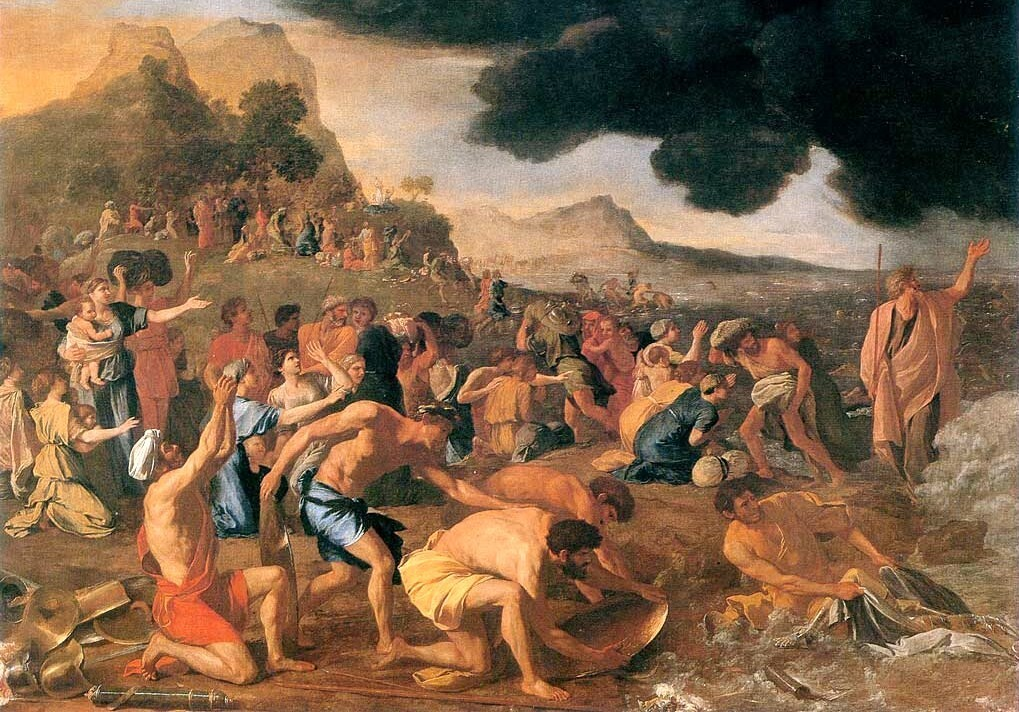
Attraversamento del Mar Rosso, Nicolas Poussin, 1634

La narrazione della Bibbia circa gli eventi relativi all'Esodo può essere così sintetizzata:
- Giuseppe, diventato viceré d'Egitto, invita suo padre Giacobbe-Israele e i suoi fratelli a stabilirsi nella terra di Goscen, all'interno del dominio egiziano.[1]
- I discendenti di Giacobbe, i figli d'Israele, dimorano in Egitto e prosperano in pace per 400 anni[2], dove la cifra non ha valore storico-cronologico ma indica un generico lungo periodo, come avviene altrove anche per il numero 40.
- Un faraone (da taluni identificato in Ramses II) riduce in schiavitù gli ebrei temendo per il loro numero, obbligandoli a costruire le città di Pitom e Ramses.[3]. Continuando a crescere di numero, ordina l'uccisione dei maschi[4]
- Dagli ebrei Amram e Iochebed, nasce un bambino, Mosè, che viene abbandonato dalla madre sul fiume Nilo per salvargli la vita. Viene trovato e adottato dalla figlia del faraone, Bithia, e cresciuto alla corte. Una volta cresciuto uccide un egiziano che colpiva un ebreo e fugge dall'Egitto verso Madian. Qui Dio gli parla dal roveto ardente ordinandogli di liberare gli ebrei.[5]
- Mosè, accompagnato dal fratello Aronne, si reca più volte dal faraone (diverso da quello dell'oppressione[6], da taluni identificato in Merenptah), chiedendo la liberazione del popolo ebraico. Il faraone rifiuta più volte, e Dio colpisce l'Egitto con le dieci piaghe.[7] Secondo la Bibbia è, comunque, lo stesso Dio a "ostinare il cuore" del faraone[8] perché, nonostante tutti i prodigi compiuti da Mosè, non lasciasse partire gli Ebrei dall'Egitto e si potesse così colpire l'Egitto con stermini e distruzioni[Nota 2].
- Terminata l'ultima piaga, il faraone permette agli ebrei di lasciare l'Egitto. Mosè e i figli d'Israele partono e si accampano presso il Mare di Giunco (tradizionalmente tradotto con Mar Rosso). Il faraone però ci ripensa immediatamente e li insegue con tutto il suo esercito.[9]
- Dio, tramite Mosè, apre miracolosamente il mare, e il popolo ebraico lo attraversa passando sul fondo asciutto. Al termine del passaggio il mare si richiude uccidendo tutti i soldati egiziani.[10]
- Il popolo ebraico vaga nel deserto dove è sostenuto miracolosamente da Dio che fornisce occasionalmente acqua sgorgante dalla roccia, stormi di quaglie, e soprattutto la manna quotidiana.
- Dopo 40 anni (cifra simbolica[11]) dall'uscita dall'Egitto attraversano il Giordano, entrando nella terra di Canaan. In Numeri 14,34, Dio preannuncia un anno di ostilità nel deserto per ognuno dei 40 giorni spesi a esplorare la terra di Canaan, disobbedendogli.

## Datazione e identificazione dei faraoni
La datazione degli eventi relativi all'Esodo e la connessa identificazione dei faraoni coinvolti sono ipotetiche, in quanto il Libro dell'Esodo non fornisce riferimenti storici espliciti e precisi.
Il Libro dell'Esodo presenta due distinti faraoni, entrambi anonimi:
- il primo ("che non aveva conosciuto Giuseppe"[12]) è responsabile della riduzione in schiavitù degli ebrei e dell'ordine dell'uccisione dei neonati maschi, la cui figlia trovò ed allevò Mosè. Viene solitamente indicato come "il faraone dell'oppressione";
- il secondo, distinto dal primo[6] è quello con cui si scontra Mosè adulto, che con il suo rifiuto di lasciar partire gli Ebrei attira sull'Egitto le dieci piaghe. Viene solitamente indicato come "il faraone dell'Esodo".

Fin dall'antichità sono state proposte diverse identificazioni per i faraoni, e l'attenzione è stata rivolta principalmente al faraone dell'Esodo antagonista di Mosè:
| Scrittore          | Ebrei = Hyksos | Faraone dell'Esodo                              |
| ------------------ | -------------- | ----------------------------------------------- |
| Manetone           | sì             | Tethmosis (Ahmose) (XVI secolo a.C.)            |
| Giuseppe Flavio    | sì             | Ahmose (XVI secolo a.C.)                        |
| Tacito             | no             | Wahkara (Bòcchoris in greco) (VIII secolo a.C.) |
| Diodoro Siculo     | sì             | Hatshepsut (XV secolo a.C.)                     |
| Eusebio di Cesarea | no             | Chencheres (Akhenaton?) (XIV secolo a.C.?)      |

Complessivamente tra i Padri della Chiesa dei primi secoli dell'era cristiana, con l'eccezione di Eusebio di Cesarea, prevalse l'idea già presente in Manetone e Giuseppe Flavio secondo la quale gli Ebrei erano identificati con gli Hyksos scacciati dall'Egitto dal faraone Ahmose (regno circa 1550 – 1525 a.C.). Questa è l'ipotesi dei sostenitori delle teorie dell'Esodo antico.
La maggior parte degli studiosi ed esegeti moderni sono invece orientati a identificare nel faraone dell'oppressione Ramses II (circa 1279-1212 a.C.). Infatti le città menzionate nel Libro dell'Esodo costruite dagli Ebrei durante la schiavitù, Pitom e Ramses, sono verosimilmente da identificare con Pitom ("casa di Atum" in egiziano) e Pi-Ramses ("casa di Ramses" in egiziano). Entrambe le città, secondo le cronache egiziane, sono state edificate appunto dal faraone Ramses II utilizzando mano d'opera costretta ai lavori forzati.
Pi-Ramses fu edificata dopo il 1300 a.C., nel territorio sotto il controllo di Paramses, visir del faraone Haremhab, che poi diverrà faraone col nome di Ramses I, la città di Pitom fu costruita durante il regno del faraone Horemheb, predecessore di Ramses I, quindi tutte e due le città costruite tra il 1319– 291 a.C. sotto il regno di Horemheb, predecessore di Ramses I.
Assumendo come valido il dato biblico secondo il quale il faraone dell'oppressione va distinto dal faraone dell'Esodo, suo successore, ne deriva che il faraone antagonista di Mosè era Merenptah (circa 1213-1203 a.C.), figlio di Ramses.
Una testimonianza storica relativa a quest'ultimo faraone è la cosiddetta stele di Merenptah, che riferisce dell'esistenza presso la terra di Canaan di un popolo nomade di nome ysrỉr, da molti studiosi identificato con Israele. Prima fonte extrabiblica che menziona la parola "Israele", che nella sacra Scrittura compare per la prima volta in riferimento al patriarca Giacobbe, ha permesso di attestare l'esistenza di una comunità israelitica nella Terra di Canaan intorno al 1200 a.C.
Una possibile datazione può essere ricavata da 1Re 6,1, nel quale è riferito che la costruzione del tempio di Salomone, iniziata nel quarto anno del suo regno (cioè attorno al 968 a.C.), avvenne 480 anni dopo l'uscita degli Israeliti dall'Egitto. Questo collocherebbe l'Esodo attorno al 1448 a.C., sotto il regno del faraone Thutmose III, avallando la teoria dell'Esodo antico. Tuttavia la cifra di 480 non va intesa come un attendibile dato storico, ma come un calcolo erudito e tardivo che si basa sul numero dei sacerdoti in carica da Aronne a Zadok moltiplicato per quaranta anni, la durata tradizionale di una generazione.

## Ipotesi sui motivi del viaggio

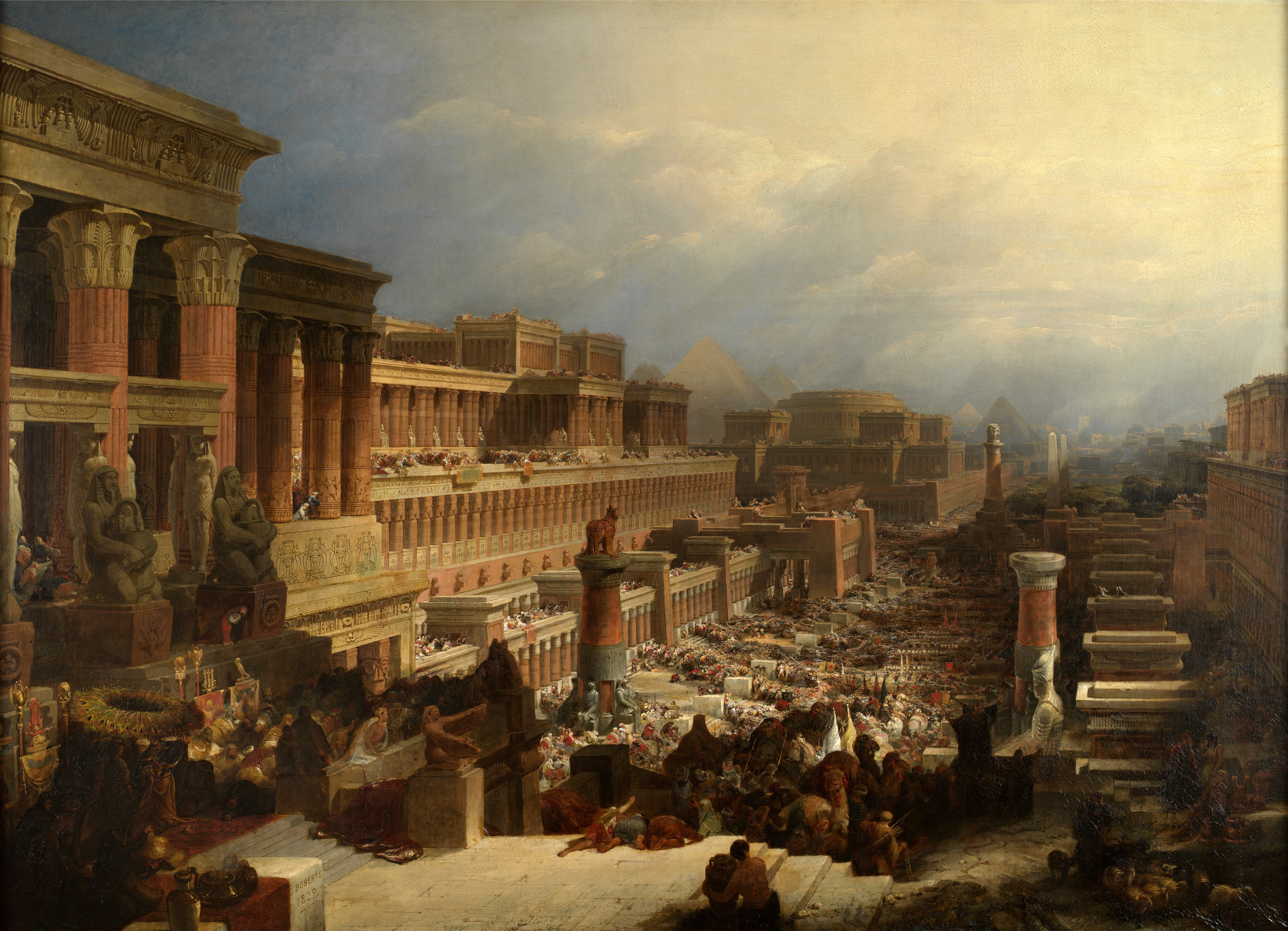
Gli israeliti lasciano l'Egitto, David Roberts, 1828

### Fuga dall'oppressione
Secondo il Libro dell'Esodo il motivo che spinse il popolo ebraico a uscire dall'Egitto fu la fuga dalla dura servitù imposta loro dal faraone.
Il principale materiale da costruzione in Egitto era costituito dai mattoni grazie alla grande abbondanza di fango proveniente dai sedimenti (limo) del fiume Nilo. Fonti archeologiche confermano che esistevano effettivamente le mattonaie in Egitto, che il lavoro presso di esse era particolarmente duro, eseguito impastando il fango con la paglia, poi pigiandolo nei telai e infine cotto al sole. Normalmente il lavoro era eseguito da stranieri o schiavi ed era organizzato in squadre con responsabili e attendenti. Questo quadro mostra che quanto raccontato nel libro dell'Esodo a proposito della fabbricazione di mattoni da parte del popolo di Israele è compatibile con i dati archeologici, il che è un fattore a favore dell'origine storica del racconto dell'Esodo.

### Probabile ribellione degli Habiru
Negli anni' 70 molti studiosi, fra cui George Mendenhall e Norman Gottwald, associarono l'arrivo degli israeliti in terra di Canaan all'arrivo dei cosiddetti "Habiru" (in egizio: ˁpr.w, traslitterabile 'apiru), evento testimoniato da alcuni documenti del Nuovo Regno (come le Lettere di Amarna) e del periodo del faraone Ramses II, come ad esempio il trattato di pace con gli Hittiti. Alcuni studiosi ritengono che, più che un'etnia o una tribù, il termine "Habiru" designasse una classe sociale: si sarebbe trattato di un gruppo privo di una lingua comune e di leggi e confinato ai margini della società - composto perlopiù, stando ai testi antichi, di fuorilegge, mercenari e schiavi. Secondo alcuni studiosi, il termine "Habiru" presenta una possibile connessione etimologica con le più antiche attestazioni del termine "ebrei" (ʿibrî), prima che questo assumesse connotazioni etniche.

Tra le lettere di Amarna vi sono quelle di alcuni re-vassalli di Canaan che scrissero al faraone Amenofi IV (1330 a.C. circa) per chiedere aiuto contro le ribellioni degli Habiru, ma in quel frangente il faraone non dimostrò alcun interesse alle loro richieste. In una lettera scritta da Abdi-Heba, re di Urusalim (Gerusalemme), si può leggere:
Testi della metà del regno di Ramses II parlano dei 
Però, gli Habiru scomparvero dalle fonti egizie solamente all'epoca di Ramses IV (1155 - 1149 a.C.): il resoconto di una grande spedizione mineraria allo Uadi Hammamat, nel 1152/1151 a.C., enumera 8368 uomini uomini, fra cui 5000 soldati, 2000 servitori del Tempio di Amon, 800 Habiru e 130 scalpellini e cavapietre sotto il comando personale del "Primo Profeta di Amon" allora in carica, Ramessenakht.

Tra gli studiosi che invece respingono l'identificazione degli ḫabiru con gli ebrei vi è l'egittologo tedesco Jan Assmann, il quale però non esclude che il ricordo di questo passato di sottomissione agli occupanti egizi possa essere entrato nei racconti di Mosè e dell'Esodo. Gli esegeti dell'École biblique et archéologique française (i curatori della cattolica Bibbia di Gerusalemme) ritennero invece possibile che in Egitto gli israeliti furono assimiliati agli Habiru prigionieri di guerra. L'egittologo scozzese Kenneth Kitchen ha scritto riguardo agli Habiru:

### Cacciata dagli Egizi
Secondo la cosiddetta "ipotesi degli Hyksos", l'uscita descritta dal Libro dell'Esodo non sarebbe una fuga dall'oppressione ma una cacciata degli Ebrei da parte degli Egiziani, che sarebbero coincidenti con gli Hyksos.
Gli Hyksos erano un popolo semitico, come gli Ebrei, che aveva invaso l'Egitto attorno al 1700 a.C. instaurando la loro capitale ad Avaris, nel basso Egitto. Attorno al 1550-1525 a.C. Ahmose riuscì a conquistare la loro capitale e scacciò gli Hyksos dall'Egitto.
L'ipotesi degli Hyksos ha origini antiche: il primo che identificò gli Hyksos con gli Ebrei fu Erodoto, nel V secolo a.C., ripreso poi da Giuseppe Flavio e da molti Padri della Chiesa. John J. Bimson è il principale sostenitore contemporaneo di questa teoria, che non gode comunque di particolare diffusione tra biblisti e storici antichi: il racconto biblico descrive gli Ebrei come ridotti in schiavitù e non come classe dominante dell'Egitto. Una possibile coincidenza tra il racconto biblico e la teoria degli Hyksos vi può essere per il caso di Giuseppe, che secondo il racconto del Genesi divenne viceré d'Egitto e condusse a sé il suo clan, ma questo è un evento precedente e distinto dall'Esodo.

### Esodo inteso come mutamento del controllo di un territorio da parte di una potenza egemone ad un'altra
Secondo alcuni studiosi l'Esodo potrebbe non essere storicamente avvenuto nel senso tradizionalmente inteso, vale a dire come fuoriuscita dall'Egitto di una massa di persone identificabili come Ebrei. Secondo l'orientalista Mario Liverani, infatti, l'espressione "esodo" (shē't e altre forme di yāshā' "uscire") in realtà farebbe parte di quello che è stato chiamato "codice motorio", cioè una serie di metafore legate all'idea del movimento e usate per indicare il mutamento di appartenenza politica di una regione, di una città o di un gruppo etnico ad una formazione statale più grande rispetto ad un'altra o a nessuna. Spostamento dei confini politici, quindi, anziché di masse di persone (o di terre, come in alcuni testi).
Questo codice motorio era abitualmente usato nei testi del Tardo Bronzo e lo si trova, ad esempio, in un testo del re ittita Šuppiluliuma I a proposito di una sua conquista nella Siria centrale. Un altro esempio ci viene da una lettera di Amarna (antica capitale del faraone Akhenaton), proveniente da Biblo.
Nel caso dell'Esodo, l'espressione "uscire dall'Egitto", significava "fine della dominazione egiziana sulla Palestina", evento storico avvenuto nel momento di passaggio fra Tardo Bronzo (quando la Palestina era un dominio egiziano) e prima età del ferro (quando la Palestina raggiunse l'autonomia, dopo le invasioni dei popoli del Mare e la crisi dei grandi imperi).
Lentamente, però, si perse il reale significato della metafora e le si attribuì quello tradizionale verso la fine dell'VIII secolo a.C., quando si diffuse la pratica assira di deportare intere popolazioni da una regione dell'impero all'altra, e quando sotto la spinta delle invasioni gruppi di profughi uscirono realmente dal regno di Israele (nel nord) per rifugiarsi nel regno di Giuda (nel sud). Non è casuale che le prime attestazioni del nuovo significato siano collocate proprio nel Libro di Amos e nel Libro di Osea, scritti appunto nel regno di Israele durante l'invasione assira (730-710 a.C.), quindi molto prima del Libro dell'Esodo, la cui composizione definiva si fa risalire al periodo della dominazione dell'Impero Achemenide nel VI-IV secolo a.C. (vedi ipotesi documentale).
La nuova formula era poi stata collegata retroattivamente a vecchie storie di transumanza pastorale tra il Sinai e il Delta del Nilo, alle storie sul lavoro coatto di gruppi di ḫabiru al servizio di sovrani egizi della dinastia ramesside e agli avvenimenti più recenti con i rifugiati che si muovevano fra la Giudea e l'Egitto. In questa forma, la formula dell'esodo entrò a far parte della storiografia proto-deuteronomistica nel VII secolo a.C.

## Persone coinvolte
In Esodo 12,37 il testo biblico parla di 600 'mila' (ebraico 'elef) uomini maschi, senza contare donne e bambini. A questo numero va assommata "una grande massa di gente promiscua", che vanno identificati con persone non ebree (probabilmente egiziani e immigrati stranieri in Egitto).
La cifra biblica lascia supporre una popolazione di alcuni milioni di individui (tra i 3 e 6), decisamente inverosimile tenendo conto della popolazione complessiva dell'Egitto e del successivo soggiorno nel deserto. 
Volendo considerare alla lettera il dato del testo biblico possono essere fornite interpretazioni diverse:
- può significare il censimento complessivo del popolo ebraico all'epoca della stesura scritta del racconto in epoca salomonica, verso il 1000 a.C.[42], non applicabile all'epoca dell'Esodo;
- il termine ebraico 'elef può essere tradotto con "mila", significato che solitamente riveste, ma può anche indicare "famiglia", "clan", designando così 600 clan familiari, per un totale di alcune migliaia di persone.[43]

Alcuni studiosi moderni ipotizzano cifre tra i 50-100 000 individui complessivi.
La stessa Bibbia, comunque, fa riferimento a una popolazione milionaria, precisando - sempre nel Libro dell'Esodo, al primo capitolo - che il numero degli Ebrei era così imponente che superava quello degli stessi Egizi: "I figli d'Israele prolificarono e crebbero, divennero numerosi e molto potenti e il paese ne fu ripieno. Allora sorse sull'Egitto un nuovo re, che non aveva conosciuto Giuseppe. E disse al suo popolo: «Ecco che il popolo dei figli d'Israele è più numeroso e più forte di noi. Prendiamo provvedimenti nei suoi riguardi per impedire che aumenti, altrimenti, in caso di guerra, si unirà ai nostri avversari, combatterà contro di noi e poi partirà dal paese»." (Esodo 1,7-10).

## Le piaghe
Secondo il racconto del Libro dell'Esodo il faraone si rifiutò di lasciare partire il popolo ebraico, benché, secondo la Bibbia, fu lo stesso Dio a "ostinare il cuore" del faraone perché, nonostante tutti i prodigi compiuti da Mosè, non lasciasse partire gli Ebrei dall'Egitto e potesse così colpire l'Egitto con stermini e distruzioni. Dio allora mandò sull'intero Egitto alcune calamità, le cosiddette "piaghe d'Egitto". Queste piaghe derivano dalla fusione redazionale di tradizioni più antiche ed erano inizialmente non un decalogo, come presentato nella redazione finale del Libro dell'Esodo, ma "liste, peraltro divergenti, di 7 od 8 piaghe".
1. Tramutazione dell'acqua in sangue[47]. La tradizione jahwista, più antica, parla di tramutazione delle sole acque del Nilo[48], mentre la tradizione sacerdotale, più recente, amplifica l'effetto della piaga a tutte le acque dell'Egitto, incluse quelle dei recipienti[49].
2. Invasione di rane (7,26-8,11[50])
3. Invasione di zanzare (7,26-8,11[51])
4. Invasione di mosconi (8,12-15[52])
5. Malattia del bestiame (8,16-28[53]), in cui il tutto il bestiame muore (un'"amplificazione letteraria che contiene qualche incoerenza con ciò che segue", in quanto il bestiame sarà nuovamente citato come vivo nella sesta e settima piaga[Nota 7]).
6. Ulcere su animali e uomini (9,1-7[54])
7. Grandine (9,13-35[55])
8. Invasione di cavallette (10,1-20[56])
9. Tenebre per tre giorni (10,21-29[57])
10. Morte dei primogeniti (12,29-30[58])

### Le lamentazioni di Ipuwer
Diverse similitudini con le piaghe si possono trovare in un antico papiro, denominato Lamentazioni di Ipuwer, scritte da un sacerdote e narranti una serie di devastazioni che colpirono la terra del Nilo.
Il papiro fu esaminato per la prima volta da Sir Alan Gardiner nel 1909 che lo datò alla XII dinastia, cioè al primo periodo intermedio (2200-2050 a.C.). La maggior parte degli studiosi concordò con Gardiner, anche se alcuni lo datarono al secondo periodo intermedio (1790-1530 a.C.). Questa data si accorderebbe a quella dell'eruzione di Thera (1600 a.C.) secondo gli ultimi studi.
Il testo geroglifico dovrebbe descrivere i fatti del I periodo intermedio, segnato da frammentazione politica, periodi di carestia, anarchia e profanazioni dei templi. L'Esodo sembra riprendere gli stessi temi e adattarli al contesto storico e allo scopo del testo biblico.

## Il passaggio del mare

### Racconto biblico
Il miracoloso passaggio del Mare di Giunco e l'uccisione degli egizi inseguitori è descritto in Esodo 14,15-31. Il brano allude sicuramente a un allegorico trionfo di Dio sul male e sul caos, che nel pensiero biblico sono raffigurati appunto dal mare. Non è necessario tuttavia arrivare a demitizzare completamente l'accaduto, privando il racconto di fondamento storico.
Si notano significative differenze tra le varie fonti del racconto circa l'effettiva natura del "miracolo":
- la tradizione yahwista (J), più antica, attribuisce l'accaduto a cause naturali. Il mare non viene improvvisamente 'diviso' e Mosè è ininfluente. Gli egiziani travolti, che si impantanano ma non rimangono uccisi, sono solo un limitato, per quanto numeroso, contingente.
- la tradizione sacerdotale (P), più recente, amplifica l'aspetto miracolistico dell'accaduto e sottolinea il ruolo chiave svolto da Mosè. Gli egiziani travolti e uccisi sono l'intero esercito del faraone.

| versetti  | fonte yahwista (antica) | aggiunte della fonte sacerdotale (recente) |
| --------- | --- | --- |
| 13,10-22  | Partirono da Succot e si accamparono a Etam, sul limite del deserto. Il Signore marciava alla loro testa di giorno con una colonna di nube, per guidarli sulla via da percorrere, e di notte con una colonna di fuoco per far loro luce, così che potessero viaggiare giorno e notte. Di giorno la colonna di nube non si ritirava mai dalla vista del popolo, né la colonna di fuoco durante la notte. | - |
| 14,1-4    | - | Il Signore disse a Mosè: «Comanda agli Israeliti che tornino indietro e si accampino davanti a Pi-Achirot, tra Migdol e il mare, davanti a Baal-Zefon; di fronte ad esso vi accamperete presso il mare. Il faraone penserà degli Israeliti: Vanno errando per il paese; il deserto li ha bloccati! Io renderò ostinato il cuore del faraone ed egli li inseguirà; io dimostrerò la mia gloria contro il faraone e tutto il suo esercito, così gli Egiziani sapranno che io sono il Signore!». Essi fecero in tal modo.                           |
| 14,5-7    | Quando fu riferito al re d'Egitto che il popolo era fuggito, il cuore del faraone e dei suoi ministri si rivolse contro il popolo. Dissero: «Che abbiamo fatto, lasciando partire Israele, così che più non ci serva!». Attaccò allora il cocchio e prese con sé i suoi soldati. Prese poi seicento carri scelti e tutti i carri di Egitto con i combattenti sopra ciascuno di essi. | - |
| 14,8-9    | - | Il Signore rese ostinato il cuore del faraone, re di Egitto, il quale inseguì gli Israeliti mentre gli Israeliti uscivano a mano alzata. Gli Egiziani li inseguirono e li raggiunsero, mentre essi stavano accampati presso il mare: tutti i cavalli e i carri del faraone, i suoi cavalieri e il suo esercito si trovarono presso Pi-Achirot, davanti a Baal-Zefon. |
| 14,10-14  | Quando il faraone fu vicino, gli Israeliti alzarono gli occhi: ecco, gli Egiziani muovevano il campo dietro di loro! Allora gli Israeliti ebbero grande paura e gridarono al Signore. Poi dissero a Mosè: «Forse perché non c'erano sepolcri in Egitto ci hai portati a morire nel deserto? Che hai fatto, portandoci fuori dall'Egitto? Non ti dicevamo in Egitto: Lasciaci stare e serviremo gli Egiziani, perché è meglio per noi servire l'Egitto che morire nel deserto?». Mosè rispose: «Non abbiate paura! Siate forti e vedrete la salvezza che il Signore oggi opera per voi; perché gli Egiziani che voi oggi vedete, non li rivedrete mai più! Il Signore combatterà per voi, e voi starete tranquilli». | - |
| 14,15-18  | - | Il Signore disse a Mosè: «Perché gridi verso di me? Ordina agli Israeliti di riprendere il cammino. Tu intanto alza il bastone, stendi la mano sul mare e dividilo, perché gli Israeliti entrino nel mare all'asciutto. Ecco io rendo ostinato il cuore degli Egiziani, così che entrino dietro di loro e io dimostri la mia gloria sul faraone e tutto il suo esercito, sui suoi carri e sui suoi cavalieri. Gli Egiziani sapranno che io sono il Signore, quando dimostrerò la mia gloria contro il faraone, i suoi carri e i suoi cavalieri». |
| 14,19-20  | L'angelo di Dio, che precedeva l'accampamento d'Israele, cambiò posto e passò indietro. Anche la colonna di nube si mosse e dal davanti passò indietro. Venne così a trovarsi tra l'accampamento degli Egiziani e quello d'Israele. Ora la nube era tenebrosa per gli uni, mentre per gli altri illuminava la notte; così gli uni non poterono avvicinarsi agli altri durante tutta la notte. | - |
| 14,21a    | - | Allora Mosè stese la mano sul mare. |
| 14,21b    | E il Signore, durante tutta la notte, risospinse il mare con un forte vento d'oriente, rendendolo asciutto; | - |
| 14,21c-23 | - | le acque si divisero. Gli Israeliti entrarono nel mare asciutto, mentre le acque erano per loro una muraglia a destra e a sinistra. Gli Egiziani li inseguirono con tutti i cavalli del faraone, i suoi carri e i suoi cavalieri, entrando dietro di loro in mezzo al mare. |
| 14,24-25  | Ma alla veglia del mattino il Signore dalla colonna di fuoco e di nube gettò uno sguardo sul campo degli Egiziani e lo mise in rotta. 25 Frenò le ruote dei loro carri, così che a stento riuscivano a spingerle. Allora gli Egiziani dissero: «Fuggiamo di fronte a Israele, perché il Signore combatte per loro contro gli Egiziani!». | - |
| 14,26-27a | - | Il Signore disse a Mosè: «Stendi la mano sul mare: le acque si riversino sugli Egiziani, sui loro carri e i loro cavalieri». Mosè stese la mano sul mare |
| 14,27b    | e il mare, sul far del mattino, tornò al suo livello consueto, mentre gli Egiziani, fuggendo, gli si dirigevano contro. Il Signore li travolse così in mezzo al mare. | - |
| 14,28-29  | - | Le acque ritornarono e sommersero i carri e i cavalieri di tutto l'esercito del faraone, che erano entrati nel mare dietro a Israele: non ne scampò neppure uno. Invece gli Israeliti avevano camminato sull'asciutto in mezzo al mare, mentre le acque erano per loro una muraglia a destra e a sinistra. |
| 14,30-31  | In quel giorno il Signore salvò Israele dalla mano degli Egiziani e Israele vide gli Egiziani morti sulla riva del mare; Israele vide la mano potente con la quale il Signore aveva agito contro l'Egitto e il popolo temette il Signore e credette in lui e nel suo servo Mosè. | - |

### Identificazione del mare

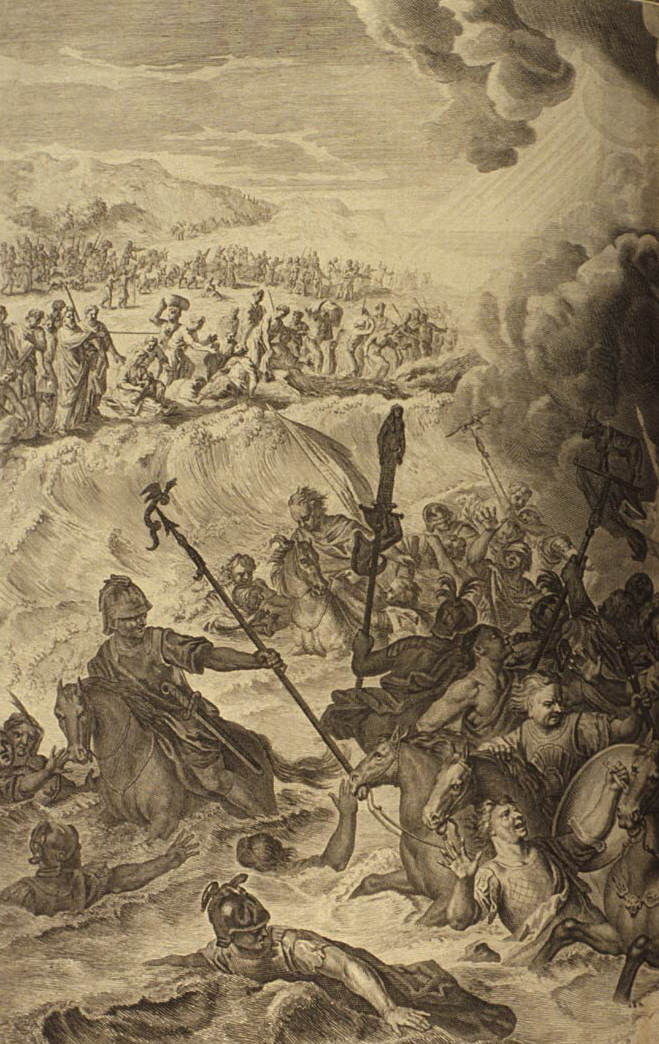
Illustrazione del 1728

Il testo ebraico in Es13,18 afferma che il popolo ebraico uscendo dall'Egitto si diresse verso il Yam-Suf, letteralmente Mare di Giunco. L'identificazione di questo mare non è certa: il giunco è presente in tutte le acque sia interne che esterne all'Egitto. Sono state proposte pertanto diverse alternative.
- Golfo di Aqaba o Golfo di Elat. Nel testo ebraico della Bibbia l'unico passo che esplicita la natura geografica del Yam Suf è 1Re9,26[78], dove viene riferito che Re Salomone costruì un porto presso Elat sulla riva del Mar di Giunco. Nonostante questa chiara identificazione, la lontananza del Golfo di Aqaba sia dall'Egitto che dalla Palestina rende questa possibilità inverosimile. Alcuni studiosi ammettono tuttavia una deviazione dal tragitto verso l'Arabia, nella quale viene proposta la localizzazione del biblico Monte Sinai.
- Mar Rosso. La tradizione ha identificato il Yam-Suf nel ramo occidentale del Mar Rosso, l'attuale Golfo di Suez. Già la versione greca della Bibbia detta Settanta, realizzata nel III secolo a.C., traduce erithràn thàlassan, Mar Rosso, seguita dalle Vulgata e dalle principali versioni moderne della Bibbia. Data la posizione meridionale e fuori mano del golfo di Suez rispetto all'itinerario Egitto-Palestina anche questa possibilità, sebbene suffragata dalla tradizione secolare, appare inverosimile.
- Laghi amari, presenti nei pressi dell'attuale Suez.
- Lago Sirbonico o Lago di Menzaleh, una specie di golfo nel Mar Mediterraneo a nord del Sinai. Questo itinerario settentrionale trova concordi numerosi e autorevoli biblisti.[79]

Le prime due ipotesi, che identificano il Mare di Giunco con bracci del Mar Rosso, difficilmente sono compatibili col racconto della fonte yahwista per la quale il mare fu prosciugato da "un forte vento d'oriente". Le ultime due ipotesi invece, relative a specchi d'acqua paludosi, possono essere compatibili.

## Possibile percorso

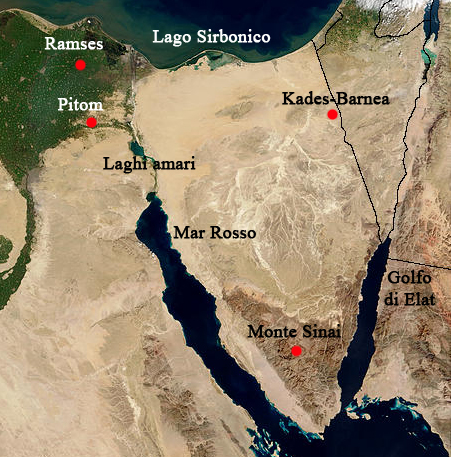
Località della Penisola del Sinai coinvolte nei tracciati proposti del percorso dell'Esodo.

Il testo biblico riporta dettagliatamente le tappe del viaggio dall'Egitto alla Palestina. Sebbene siano noti i nomi di molte delle stazioni intermedie, non sono identificabili con certezza in base alla toponomastica successiva ed attuale.
Gli unici punti identificati con relativa certezza sono la partenza dalle città di Pitom e Pi-Ramses, all'epoca capitale del regno, e l'arrivo a Kades-Barnea, in prossimità della Palestina.

## Il Monte Sinai
Tra le tappe del viaggio del popolo ebraico narrato nel Libro dell'Esodo fondamentale è il Monte Sinai, dove secondo il racconto biblico Mosè ricevette da Dio le tavole della legge del decalogo. Anche per il monte Sinai, come per molte delle località descritte nell'Esodo, si è persa la memoria toponomastica delle località descritte.
Sono state proposte diverse identificazioni:
- Gebel Musa (letteralmente montagna di Mosè in arabo), nel sud della penisola del Sinai. Questa identificazione risale ai primi secoli dell'era cristiana.
- Monte Seir, nella regione storica di Edom, presso il confine tra l'attuale Stato d'Israele e Giordania.
- Har Karkom (ebraico) o Gebel Ideid (arabo), nel Negev.
- un monte vulcanico in Arabia: Gebel Baggir, oppure Gebel al-Nour, oppure Hala-'l Badr, oppure Al-Manifa, oppure Gebel al-Lawz.

## Fonti documentali

### Fonti bibliche
L'unica fonte documentale, per altro indiretta, relativa all'evento dell'Esodo è il biblico Libro dell'Esodo. 
Secondo la tradizionale ipotesi documentale il testo è stato definitivamente redatto, al pari degli altri libri della Torah o Pentateuco, all'epoca del ritorno in Giudea dei deportati dell'esilio babilonese nel V secolo a.C., sulla base di fonti più antiche: la fonte yahwista (o jahvista, J) risale a circa il 1000 a.C., mentre quella elohista (E) è più recente, datata verso la fine dell'VIII secolo a.C. La cosiddetta fonte sacerdotale (P, Priestercodex) risale all'epoca della redazione definitiva, circa il V secolo a.C. Le varie fonti, parzialmente armonizzate nell'attuale Libro dell'Esodo, mostrano alcune significative discordanze.

### Fonti non bibliche
Alcuni storici ellenistici e romani registrarono diversi racconti egizi sull'espulsione di un gruppo di stranieri collegati all'Esodo. Questi racconti spesso mescolano elementi del Secondo periodo intermedio dell'Egitto (1650-1550 a.C.) e del Periodo amarniano (metà del XIV sec. a.C.) ma la maggior parte di essi hanno contenuti estremamente antisemiti.
Il più antico racconto non biblico è quello di Ecateo di Abdera (320 a.C. circa), che scrisse una storia dell'Egitto di cui rimangono solo alcuni frammenti riportati da Diodoro Siculo nella sua Bibliotheca historica. Ecateo racconta che gli egizi attribuirono la colpa di una pestilenza ai molti stranieri che si erano stabiliti nel Paese, introducendo i loro culti e i loro costumi. Furono perciò espulsi e, alla testa di Mosè, si stabilirono nella terra di Canaan. In questa versione Mosè è ritratto in modo estremamente positivo.
Il sacerdote e storico egizio Manetone (III secolo a.C.), di cui conosciamo l'opera sulla storia egizia (Aegyptiaca) solo attraverso le citazioni dello storico ebraico Giuseppe Flavio nel suo libello Contro Apione (I secolo d.C.), racconta come 80.000 lebbrosi e altre "persone impure", guidate da un sacerdote di nome Osarseph, unirono le forze con le popolazioni Hyksos stanziate a Canaan per conquistare l'Egitto. Essi provocarono il caos finché il faraone Amenophis (identificato con Amenofi III) e suo figlio non li scacciarono fino ai confini della Siria, dove Osarseph diede ai lebbrosi un codice di leggi e cambiò il suo nome in Mosè. L'identificazione di Osarseph con Mosè nel racconto di Manetone è stata però ritenuta un'interpolazione.
Altre versioni della storia di Manetone sono registrate dal grammatico egiziano Lisimaco di Alessandria (I secolo a.C.), che la ambientò al tempo del faraone Bakenranef (Bocchoris), dallo storico egiziano Cheremone di Alessandria (I secolo d.C.) e dallo storico gallo-romano Gneo Pompeo Trogo (I secolo a.C.). Nelle sue Historiae, lo storico romano Tacito incluse una versione della storia che afferma che gli ebrei adoravano un asino come loro dio per ridicolizzare la religione egiziana, mentre il biografo greco-romano Plutarco sosteneva che il dio egiziano Seth (divinità dinastica dei faraoni hyksos) fu espulso dall'Egitto e fuggì in Palestina, dove generò due figli chiamati Giuda e Hierosolyma (Gerusalemme).

## Ricerca archeologica

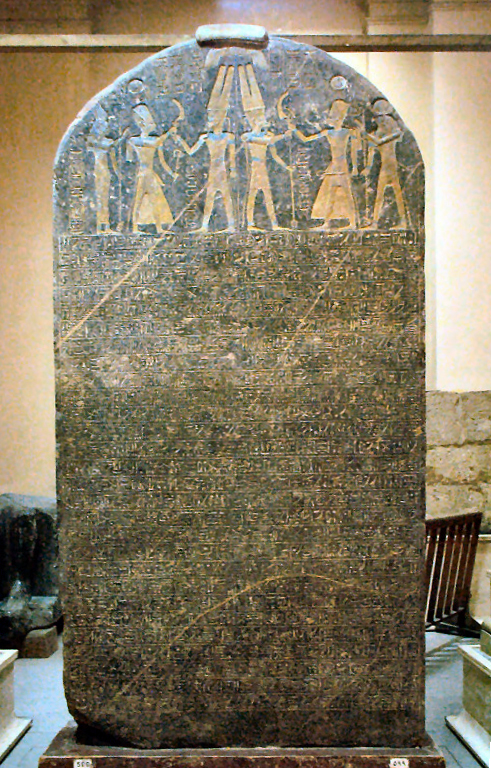
La Stele di Merenptah. Museo egizio del Cairo.

Fonti utili a delineare un quadro storico dell'evento dell'Esodo sono:
- il dato secondo il quale il faraone Ramses II (XIII secolo a.C.) fece costruire la città di Pi-Ramses e ampliare Pitom, nominate nel Libro dell'Esodo;
- la stele di Merenptah (fine XIII secolo a.C.), che testimonia la presenza nei dintorni della terra di Canaan di un popolo nomade di nome ysrỉr, comunemente interpretato da storici e biblisti come Israele. La stele è così chiamata perché fu fatta modificare da Merenptah, figlio di Ramses II: entrambi sono identificati da taluni, rispettivamente, col faraone che si scontrò con Mosè e col predecessore che ordinò lo sterminio dei primogeniti ebrei quando Mosè era in fasce;
- il piedistallo di statua del museo di egittologia di Berlino (XV secolo a.C.), in cui comparirebbe il nome Israele[87]
- il papiro di Ipuwer, rinvenuto nel 1909 e variamente datato tra il XIX e il XIII secolo a.C., che riferisce di cataclismi naturali e sociali simili alle piaghe narrate nel Libro dell'Esodo.
- Il Papiro di Brooklyn, che menziona circa 30 nomi di schiavi di origine semitica. Vengono citati gli ḫabiru, popolazione nomade palestinese, associata da alcuni storici agli Ebrei.

Tra gli studiosi moderni vi è sostanziale accordo sulla veridicità storica del nucleo fondamentale del racconto dell'Esodo, cioè l'emigrazione dall'Egitto di una popolazione semita verso la Palestina. Già nel I secolo d.C., lo storico giudaico Flavio Giuseppe, citando lo scritto del sacerdote tolemaico Manetone nella sua opera Contro Apione, affermò che il racconto dell'Esodo corrisponderebbe storicamente alla cacciata della popolazione cananea degli Hyksos, che regnarono sull'Egitto per circa un secolo dalla loro capitale Avaris (a pochi chilometri dalla biblica Pi-Ramses, futura capitale dei Ramessidi nel delta del Nilo) e sarebbero stati scacciati dal faraone Ahmose I nel 1530 a.C., per rifugiarsi nella regione poi denominata Giudea e fondare la città di Gerusalemme.
Secondo l'interpretazione tradizionale e attualmente più diffusa, nota come "Teoria dell'Esodo tardo", l'evento è collocato verso la seconda metà del XIII secolo a.C (circa 1250-1200 a.C.), durante il regno del faraone Ramses II o del suo successore Merenptah.
Nonostante ciò, l'Archeologia biblica, stante anche il progresso delle tecniche archeologiche e scientifiche, evidenzia tra la maggioranza dei ricercatori l'opinione che molto di quanto contenuto nel racconto biblico sia da ritenersi non storico. A sottolineare tali osservazioni sono diversi archeologi israeliani - molto attivi nel campo dell'archeologia biblica, anche come parte del progetto sionista - come Israel Finkelstein e Ze'ev Herzog, il quale afferma che "questo è ciò che gli archeologi hanno scoperto dai loro scavi nella Terra di Israele: gli Israeliti non sono mai stati in Egitto, non hanno vagato nel deserto, non hanno conquistato i territori in una campagna militare e non li hanno dati alle 12 tribù di Israele" e "un altro intoppo è che l'Egitto stesso governava la Terra di Israele nel momento del presunto Esodo. Anche se i Figli di Israele fossero fuggiti dall'Egitto, avrebbero comunque raggiunto un altro territorio sotto il controllo Egiziano; lo storico e archeologo Mario Liverani aggiunge: "Due filoni della ricerca, da una parte l'analisi filologica dei testi biblici, dall'altra l'archeologia arrivano alle stesse conclusioni. E le conclusioni sono che non possono essere considerati storici i racconti più celebri del Vecchio Testamento, come le vicende di Abramo e dei Patriarchi, la schiavitù in Egitto, l'Esodo e la peregrinazione nel deserto, la conquista della Terra Promessa, la magnificenza del regno di Salomone".
Inoltre, due eventi straordinari — quali la fuga di circa tre milioni di schiavi e l'annientamento dell'intero esercito egiziano, inclusa la sua cavalleria — avrebbero dovuto esser menzionati, oltre che nei documenti egiziani, anche in quelli dei sovrani stranieri, che avrebbero accolto positivamente una simile notizia, stante anche la possibilità di invadere una terra fertile e ricca come l'Egitto. Tutto ciò non avvenne e, anzi, le fonti storiche extrabibliche attestano che, durante il regno di Ramses II e poi di suo figlio e successore Merenptah, l'Egitto continuò ad avere un esercito potente e ad essere una nazione dominante fino alla metà del XIII secolo a.C.
Va ancora osservato che una così imponente fuga di schiavi avrebbe almeno dimezzato la popolazione dell'Egitto dell'epoca, radicale avvenimento di cui non vi è traccia storica; il filologo Bart Ehrman nota infatti che "secondo le ipotesi più ragionevoli la popolazione dell’intero Egitto a quei tempi doveva oscillare tra i 2 e i 4 milioni di individui. È ovvio che non potevano essere tutti ebrei" e anche gli esegeti dell'interconfessionale Bibbia TOB ammettono come, secondo la Bibbia, "Israele avrebbe allora dovuto avere una popolazione di almeno tre milioni, cosa evidentemente inverosimile". Va anche considerato che un numero così imponente di persone - e un'ulteriore conferma, sempre secondo la Bibbia, dell'enorme numero di Ebrei presenti in Egitto si trova nello stesso Libro dell'Esodo, al primo capitolo, dove si sostiene che il loro numero superava quello degli stessi Egizi - oltre a tutto il bestiame, non avrebbe potuto attraversare il Mar Rosso nell'arco di una sola notte (Es14,21-30).
Occorre, infine, notare che gli Ebrei giunti in Egitto con Giuseppe e Giacobbe erano solo una settantina (secondo Gen 46,27 erano 70 persone anche se, invece, secondo At 7,14-15 erano 75 persone) e — nell'arco di 400 anni (secondo Gen 15,13 anche se, invece, secondo Es 12,40-41 furono 430 anni) e quindi con il susseguirsi di poche generazioni — non avrebbero potuto moltiplicarsi fino a raggiungere la popolazione milionaria che fuggì con Mosè; osserva, ad esempio, Bart Ehrman come la Bibbia riporti anche le generazioni succedutesi, elencando i nomi dei discendenti di Giacobbe: "gli Israeliti dovevano superare i 2 milioni e mezzo ["almeno tre milioni" secondo la Bibbia TOB]. Ora, Es 1,5 dice che il clan di Giacobbe stabilitosi in Egitto era composto di settanta individui, e secondo Es 6,16-20 quella di Mosè era la quarta generazione da allora. Suo padre era Amram, suo nonno Kohat e il suo bisnonno Levi, uno dei figli di Giacobbe: come possono i bisnipoti dei dodici figli di Giacobbe essere più di due milioni?". Questa enorme massa di persone, peraltro, non sarebbe riuscita a passare inosservata attraverso le maglie delle numerose fortificazioni egizie presenti al confine tra l'Egitto e Canaan (oltre che a quelle nella stessa Canaan) e di tale passaggio, infatti, non è pervenuta traccia in alcun documento. Anche la moderna archeologia - ormai in grado di scoprire le minime tracce (inclusi i resti di piccoli gruppi di pastori) - nonostante ripetute ricerche, non ha rinvenuto alcuna prova della peregrinazione quarantennale nel deserto del Sinai e a sud della terra di Israele di questa enorme popolazione con relativi armenti.
La non storicità dei numeri biblici è stata supportata anche da teologi ed esegeti cristiani: già nella seconda metà del XIX secolo il vescovo della Chiesa di Inghilterra John Colenso aveva sottolineato come non fosse realistico che una tale massa di migranti potesse effettivamente aver attraversato indenne il Sinai; Colenso fece sarcasticamente notare come, qualora i numeri biblici corrispondessero alla realtà, gli escrementi lasciati dagli Israeliti sarebbero stati sufficienti a rendere fertile il Sinai.
La comunità scientifica, salvo poche eccezioni, ritiene comunque che gli eventi narrati nell'Esodo siano un mito e, anche in caso di una qualche base storica reale, come precisa l'archeologo Ze'ev Herzog in merito alle proporzioni di tale evento, "la maggior parte degli storici oggi concorda sul fatto che, nel migliore dei casi, la permanenza in Egitto e gli eventi dell'esodo si sono verificati solo per poche famiglie e che la loro storia privata è stata ampliata e "nazionalizzata" per soddisfare i bisogni dell'ideologia teologica" e anche gli esegeti della interconfessionale Bibbia TOB ritengono che l'Esodo sia stato un evento molto locale e, in merito al passo biblico Nm14,13: Mosè disse al Signore: «Ma gli Egiziani hanno saputo che tu hai fatto uscire questo popolo con la tua potenza», osservano: "Stupisce questa frase, probabilmente rimasta incompleta. Gli Egiziani non avevano infatti bisogno di sentirlo dire dagli altri, avendone essi stessi fatto l'esperienza. Ma i racconti dell'esodo mostrano bene che gli avvenimenti verificatisi con la partenza degli Ebrei, furono molto locali, avendo in realtà interessato solo gli abitanti del delta del Nilo". Conclude Herzog come "la maggior parte di coloro che sono impegnati in un lavoro scientifico nei campi connessi alla Bibbia, all'archeologia e alla storia del popolo ebraico - e che una volta cercavano sul campo le prove per corroborare la storia della Bibbia - ora concordano che gli eventi storici relativi al popolo ebraico sono radicalmente diversi da ciò che racconta la storia [biblica]" e "anche se non tutti gli studiosi accettano i singoli argomenti che formano gli esempi che ho citato, la maggioranza concorda sui loro punti principali"; "in ogni caso, la maggior parte degli archeologi ora concorda sul fatto che l'identità ebraico-israelita sia nata da tradizioni sviluppatesi tra gli abitanti di Canaan. Non è stata portata da invasori esterni [la conquista ebraica di Canaan]" e "gli ultimi 18 anni [anno 2017] di scavo non hanno praticamente cambiato nulla dei primissimi periodi biblici, nonostante tutti i progressi della tecnica archeologica" ed "è difficile trovare un archeologo della corrente di maggioranza che difenda la descrizione biblica degli eventi.".
Anche la Bibbia CEI, nella sua versione del 2008, sottolinea come "Gli eventi narrati appartengono alla storia delle origini; essi sono stati oggetto di molteplici reinterpretazioni di tipo epico e teologico. Come avviene anche negli altri ricordi di questo evento, presenti un po' in tutto l'AT, e non soltanto nel Pentateuco, la trama di episodi molto antichi, e a volte assai differenti tra loro, viene unificata e ingrandita. In alcune pagine del libro, ad es., l'evento è narrato come una espulsione di Ebrei da parte degli Egiziani (12,29-36; vedi anche 1,7-22: "esodo-cacciata"); in altre pagine si tratta invece di una fuga di Ebrei davanti all'esercito egiziano (14,5-15,21: "esodo-fuga"). Da una tradizione all'altra gli aspetti prodigiosi si dilatano, le cifre si ingrandiscono."
La maggioranza degli studiosi sostengono però che ci sia un nucleo storico dietro all'Esodo: l'archeologo Avraham Faust, in particolare, sottolinea come "gran parte degli studiosi ritengono che l'Esodo abbia una base storica e che delle popolazioni semitiche siano effettivamente giunte in Egitto da Canaan, per poi ritornarvi anni dopo". Tale tesi è sostenuta anche dall'archeologo Amihai Mazar. Gli stessi archeologi Israel Finkelstein e Neil Asher Silberman, pur negando con vigore la storicità del racconto biblico, riconoscono che il nucleo storico della saga dell'Esodo — ovvero il fenomeno di immigranti che si trasferivano in Egitto dalla terra Canaan e si stabilivano a est del delta del Nilo — sia abbondantemente verificato dagli studi storici ed archeologici. I rabbini Lee Levine e David Wolpe, pur rifiutando un'interpretazione letterale del Libro dell'Esodo, hanno sottolineato come sia molto probabile che una parte degli Israeliti fosse effettivamente stato schiavo in Egitto e ne fosse poi fuggito per rientrare a Canaan.
Secondo il biblista Richard Elliott Friedman l'Esodo avrebbe riguardato solo un piccolo gruppo di popolazioni semitiche, che avrebbero importato a Canaan il culto di Yahweh, andando poi a formare la Tribù di Levi. Tale opinione ha trovato l'appoggio anche dei biblisti Frank Moore Cross, Israel Knohl e Thomas Römer, oltre che dell'archeologo Avraham Faust. Un'opinione simile è stata espressa dall'archeologo William G. Dever, che ha però identificato, con molta cautela, il gruppo di migranti con la Tribù di Giuseppe.
Secondo il già citato Israel Finkelstein, l'Esodo, pur avendo un fondamento storico, rappresenta la mitologizzazione nata nella memoria collettiva di tutta una serie di schiavitù e di liberazioni che il popolo di Israele subì nel corso della sua storia: la campagna militare del faraone Merneptah contro Canaan nel XIII secolo a.C., l'invasione del Regno Unito di Israele da parte del faraone Sheshonq I nel X secolo a.C., l'invasione del Regno di Giuda da parte del faraone Necao II nel VII secolo a.C. e, infine, l'occupazione di Giuda da parte dell'imperatore di Babilonia Nabucodonosor II nel VI secolo a.C., seguito dall'esilio babilonese. Anche l'egittologo Jan Assmann sostiene il ruolo fondamentale della memoria collettiva di eventi storici particolari nella formazione del racconto dell'Esodo: tra i fatti citati che avrebbero avuto una qualche influenza vi sono il dominio e la cacciata degli Hyksos fra il 1720 e il 1530 a.C., l'introduzione del culto esclusivo del dio Aton da parte del faraone Akhenaton nel XIV secolo a.C., la ribellione degli ḫabiru all'occupazione egizia tra il XIV e il XII secolo a.C. e l'invasione dei Popoli del Mare nel 1200 a.C. circa.
Non mancano infine storici, egittologi ed archeologi che sostengono la storicità assoluta del testo biblico. Il celebre egittologo Kenneth Kitchen, nel suo libro On the reliability of the Old Testament ha sottolineato come la mancanza di prove archeologiche dell'esodo non sia sufficiente a negare la storicità dell'accaduto, e come episodi simili all'esodo siano riportati anche in altri Paesi africani dell'epoca. Opinioni simili sono espresse dall'archeologo ed egittologo James K. Hoffmeier, che ha scritto due libri sul tema (Israel in Egypt: the evidence for the authenticity of the Exodus tradition e Ancient Israel in Sinai: the evidence for the authenticity of the wilderness tradition) nel quale descrive come storico il racconto dell'Esodo e della peregrinazione nel deserto, basandosi su dati archeologici e documentali.
L'archeologo Emmanuel Anati, al termine di scavi durati quasi vent'anni, ritiene di avere individuato nel monte Har Karkom il Monte Sinai descritto nella Bibbia.

## L'Esodo nell'arte

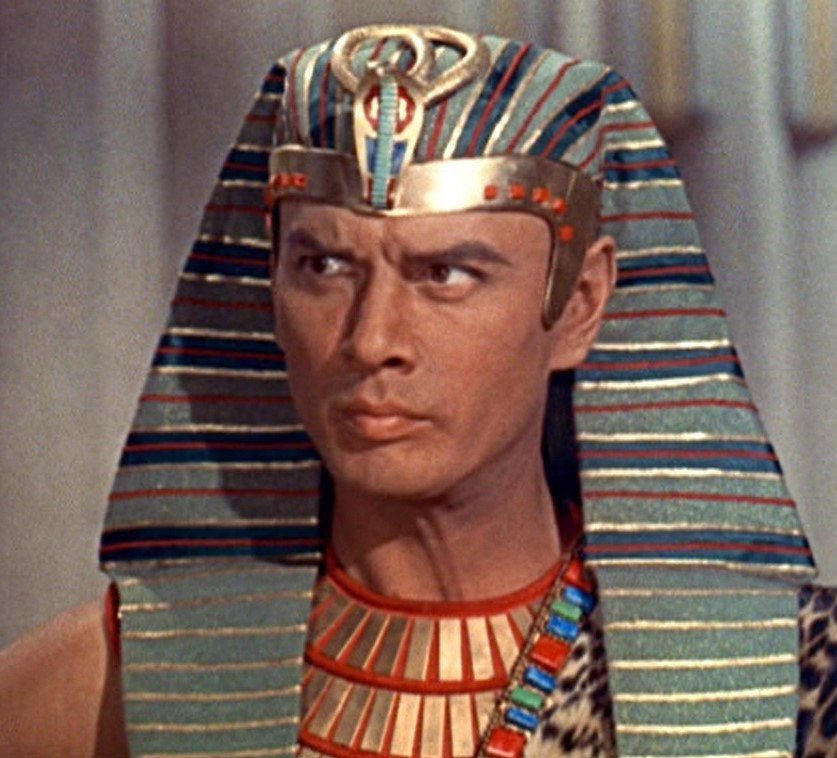
Ramses II (Yul Brynner) in I dieci comandamenti (1956).

Nelle versioni letterarie e cinematografiche relative all'Esodo i faraoni dell'oppressione e dell'Esodo sono stati solitamente identificati rispettivamente come Seti I e suo figlio Ramses II. Così accade p. es. per il colossal I dieci comandamenti del 1956 e per il film d'animazione Il principe d'Egitto del 1998.
Questa identificazione, storicamente del tutto ipotetica se non errata (fu Ramses a far costruire le città di Pitom e Ramses), ha un proprio fascino in quanto permette di inscenare il conflitto tra Mosè e Ramses II, considerato spesso come il più grande e potente faraone dell'antico Egitto.

### Cinema
- I dieci comandamenti (The Ten Commandments, 1923), regia di Cecil B. De Mille
- I dieci comandamenti (1945), regia di Giorgio Walter Chili
- I dieci comandamenti (The Ten Commandments, 1956), regia di Cecil B. De Mille (remake dello stesso regista del film del 1923)
- Mosè (1974), regia di Gianfranco De Bosio
- Mosè e i dieci comandamenti (1978), regia di Charles Davis
- Mosè (Moses), regia di Roger Young  (1995) miniserie televisiva
- Il principe d'Egitto (The Prince of Egypt), regia di Simon Wells, Brenda Chapman e Steve Hickner (1998) film d'animazione
- Exodus - Dei e re (Exodus: Gods and Kings), regia di Ridley Scott (2014)

### Teatro
- I dieci comandamenti (2003), spettacolo musicale

### Riferimenti
1. ↑  v.  Gen45,9-10, su laparola.net.
2. ↑  v.  At7,6, su laparola.net.
3. ↑  v.  Es1,8-11, su laparola.net.
4. ↑  v.  Es1,15-17, su laparola.net.
5. ↑  v.  Es2,1-4,28, su laparola.net.
6. 1 2 3  v.  Es2,23, su laparola.net.
7. ↑   Es2,5-11, su laparola.net.
8. 1 2  Il Signore disse a Mosè: «Mentre tu parti per tornare in Egitto, sappi che tu compirai alla presenza del faraone tutti i prodigi che ti ho messi in mano; ma io indurirò il suo cuore ed egli non lascerà partire il mio popolo.» ( Es4,21, su laparola.net.) Il Signore disse a Mosè: «Vedi, io ti ho posto a far le veci di Dio per il faraone: Aronne, tuo fratello, sarà il tuo profeta. Tu gli dirai quanto io ti ordinerò: Aronne, tuo fratello, parlerà al faraone perché lasci partire gli Israeliti dal suo Paese. Ma io indurirò il cuore del faraone e moltiplicherò i miei segni e i miei prodigi nel Paese d'Egitto. Il faraone non vi ascolterà e io porrò la mano contro l'Egitto e farò così uscire dal Paese d'Egitto le mie schiere, il mio popolo degli Israeliti, con l'intervento di grandi castighi. Allora gli Egiziani sapranno che io sono il Signore, quando stenderò la mano contro l'Egitto e farò uscire di mezzo a loro gli Israeliti!». ( Es7,1-5, su laparola.net.) Ma il Signore rese ostinato il cuore del faraone, il quale non diede loro ascolto, come il Signore aveva predetto a Mosè. ( Es9,12, su laparola.net.) Mosè e Aronne avevano fatto tutti questi prodigi davanti al faraone; ma il Signore aveva reso ostinato il cuore del faraone, il quale non lasciò partire gli Israeliti dal suo Paese. ( Es11,10, su laparola.net.)  «Il faraone penserà degli Israeliti: Vanno errando per il Paese; il deserto li ha bloccati! Io renderò ostinato il cuore del faraone ed egli li inseguirà; io dimostrerò la mia gloria contro il faraone e tutto il suo esercito, così gli Egiziani sapranno che io sono il Signore!». ( Es14,3-4, su laparola.net.).
9. ↑  v.  Es13,17-14,14, su laparola.net.
10. ↑  v.  Es14,15-31, su laparola.net.
11. ↑   Filippa Castronovo, Il numero quaranta, su Simboli biblici, Paoline, 2018.
12. ↑   Es1,9, su laparola.net.
13. ↑  Vedi sinossi riassuntiva a cura del teologo statunitense Stephen C. Meyer dal sito Institute for Biblical & Scientific Studies.
14. ↑  Contro Apione 1,14-15 (Traduzione inglese).
15. ↑  V. p.es. Werner Keller, La Bibbia aveva ragione, Milano, Garzanti, 1956, p. 95; Rolf Rendtorff, Introduzione all'Antico Testamento, Torino 1990, p. 23; Yohanan Aharoni, Michael Avi-Yonah, Atlante della Bibbia, Casale Monferrato 1987, p. 44.
16. ↑  v.  Es1,11, su laparola.net.
17. ↑   Prof. don Michelangelo Priotto, Har Karkom e Mosè, su sbf.custodia.org, 2019.
18. ↑   1Re 6,1, su La Parola - La Sacra Bibbia in italiano in Internet.
19. ↑  Cf. Bibbia TOB, nota a 1Re6,1.
20. ↑   Alan Millard, Treasures from Bible Times / Archeologia e Bibbia, a cura di a cura di Gianfranco Ravasi (ed.Italiana), Lion Publishing plc / Paoline srl, 1988  [1985],  pp. 72-74.
21. ↑  Mendenhall, "The Hebrew Conquest of Palestine," Biblical Archaeologist
22. ↑  (EN) IBSS - Biblical Archaeology - Evidence of the Exodus from Egypt, su bibleandscience.com. URL consultato il 29 marzo 2017.
23. ↑  (EN) Hittite treaty | madlik, su madlik.com. URL consultato il 29 marzo 2017.
24. ↑  (EN) Shasu or Habiru: Who Were the Early Israelites?, in The BAS Library, 24 agosto 2015. URL consultato il 29 marzo 2017.
25. ↑  Carol A. Redmount, 'Bitter Lives: Israel in and out of Egypt' in The Oxford History of the Biblical World (a cura di Michael D. Coogan), Oxford University Press, 1999, p. 98.
26. ↑  Mario Liverani, Oltre la Bibbia. Storia antica di Israele, Bari-Roma, Laterza, 2003, pp. 30-32, ISBN 978-88-420-9152-3.
27. 1 2  Mario Liverani, Oltre la Bibbia. Storia antica di Israele, Laterza, 2007, pp. 275-321, ISBN 978-88-420-7060-3.
28. 1 2 3  Israel Finkelstein e Neil Asher Silberman, Le tracce di Mosé. La Bibbia tra storia e mito, Carocci, 2002, pp. 13-37, 50-60, 71-136, 143-159, 163-176, 199-203, 243-263, 286-328, 341-354, ISBN 978-88-430-6011-5.
29. ↑  Mario Liverani, Le lettere di el-Amarna, vol 1, lettere dei "Piccoli Re", Brescia, Paideia, 1998, ISBN 9788839405654.
30. ↑  Kitchen (1994), p. 100.
31. ↑  A. J. Peden, The Reign of Ramesses IV, Aris & Phillips Ltd, 1994, pp. 86-89.
32. ↑  Kitchen, Rammeside Inscriptions, Vol. VI, pp. 12-14.
33. 1 2 3 4  Jan Assmann, Esodo: la rivoluzione del mondo antico [Exodus], traduzione di Ada Vigliani, Milano, Adelphi, 2023, ISBN 978-88-459-3758-3.
34. ↑  Bibbia di Gerusalemme, EDB, 2011, pp. 128, ISBN 978-88-10-82031-5
35. ↑  Kitchen (1994), pp. 100-101.
36. 1 2 3 4  Flavio Giuseppe, In difesa degli ebrei : contro Apione, traduzione di Francesca Calabi, Introduzione, Note al testo, Nota bibliografica di Francesca Calabi, testo greco a fronte, Venezia, Marsilio, 1993, ISBN 88-317-5687-7.
37. 1 2 3  Mario Liverani, Oltre la Bibbia. Storia antica di Israele, Laterza, 2007, pp. 297-321, ISBN 978-88-420-7060-3.
38. ↑   Amos 2:10; 3:1; 4:10; 9:7, su laparola.net.
39. ↑   Osea 11:1; 12:10; 13:4; 12:14, su laparola.net.
40. ↑   Es 12,37, su La Parola - La Sacra Bibbia in italiano in Internet.
41. ↑   Es 12,38, su laparola.net.
42. ↑  Cf. Bibbia di Gerusalemme, nota a Es 12,37.
43. ↑  Cf. Bibbia TOB, nota a Es 12,37.
44. ↑  Israel Finkelstein and Niels Ashur Silberman, The Bible Unearthed: Archaeology's New Vision of Ancient Israel and the Origin of Its Sacred Texts (Free Press, New York, 2001, ch.2, ISBN 0-684-86912-8)
45. ↑   Es 1,7-10, su La Parola - La Sacra Bibbia in italiano in Internet.
46. ↑  Emanuele di Pietro, Inganni e contraddizioni nella Bibbia, 96, rue de-la-Fontaine Edizioni, 2016, p. 191, ISBN 978-88-99783-11-2.
47. ↑   Es 7,14-25, su laparola.net.
48. ↑  v.  Es 7,17, su laparola.net.
49. ↑  v.  Es7,19, su laparola.net.
50. ↑   Es 7,26-8,11, su La Parola - La Sacra Bibbia in italiano in Internet.
51. ↑   Es 7,26-8,11, su La Parola - La Sacra Bibbia in italiano in Internet.
52. ↑   Es 8,12-15, su La Parola - La Sacra Bibbia in italiano in Internet.
53. ↑   Es 8,16-28, su La Parola - La Sacra Bibbia in italiano in Internet.
54. ↑   Es 9,1-7, su La Parola - La Sacra Bibbia in italiano in Internet.
55. ↑   Es 9,13-35, su La Parola - La Sacra Bibbia in italiano in Internet.
56. ↑   Es 10,1-20, su La Parola - La Sacra Bibbia in italiano in Internet.
57. ↑   Es 10,21-29, su La Parola - La Sacra Bibbia in italiano in Internet.
58. ↑   Es 12,29-30, su La Parola - La Sacra Bibbia in italiano in Internet.
59. ↑   Es 14,15-31, su La Parola - La Sacra Bibbia in italiano in Internet.
60. ↑  Cf. nota della Bibbia TOB a Es15,16.
61. ↑   Es13,10-22 13,10-22, su La Parola - La Sacra Bibbia in italiano in Internet.
62. ↑   Es14,1-4 14,1-4, su La Parola - La Sacra Bibbia in italiano in Internet.
63. ↑   Es14,5-7 14,5-7, su La Parola - La Sacra Bibbia in italiano in Internet.
64. ↑   Es14,8-9 14,8-9, su La Parola - La Sacra Bibbia in italiano in Internet.
65. ↑   Es14,10-14 14,10-14, su La Parola - La Sacra Bibbia in italiano in Internet.
66. ↑   Es14,15-18 14,15-18, su La Parola - La Sacra Bibbia in italiano in Internet.
67. ↑   Es14,19-20 14,19-20, su La Parola - La Sacra Bibbia in italiano in Internet.
68. ↑   Es14,21 14,21a, su La Parola - La Sacra Bibbia in italiano in Internet.
69. ↑   Es14,21 14,21b, su La Parola - La Sacra Bibbia in italiano in Internet.
70. ↑   Es14,21-14,23 14,21c-23, su La Parola - La Sacra Bibbia in italiano in Internet.
71. ↑   Es14,24-25 14,24-25, su La Parola - La Sacra Bibbia in italiano in Internet.
72. ↑   Es14,26-14,27 14,26-27a, su La Parola - La Sacra Bibbia in italiano in Internet.
73. ↑   Es14,27 14,27b, su La Parola - La Sacra Bibbia in italiano in Internet.
74. ↑   Es14,28-29 14,28-29, su La Parola - La Sacra Bibbia in italiano in Internet.
75. ↑   Es14,30-31 14,30-31, su La Parola - La Sacra Bibbia in italiano in Internet.
76. ↑   Es13,18, su La Parola - La Sacra Bibbia in italiano in Internet.
77. ↑  bibleorigins.net
78. ↑   1Re9,26, su La Parola - La Sacra Bibbia in italiano in Internet.
79. ↑  V. p.es. Yohanan Aharoni, Michael Avi-Yonah, Atlante della Bibbia, Casale Monferrato 1987, p. 44; Bibbia TOB, nota a Es 13,18.
80. ↑   Es14,21, su laparola.net.
81. ↑   Es19,10, su laparola.net. e seguenti
82. 1 2  Jan Assmann, Mosè l’egizio: decifrazione di una traccia di memoria [Moses the Egyptian], traduzione di Ezio Bacchetta, Milano, Adelphi, 2000, ISBN 9788845915796.
83. ↑  Diodoro Siculo, Biblioteca Historica.
84. ↑  Gneo Pompeo Trogo, Historiae Philippicae.
85. ↑  Publio Cornelio Tacito, Storie, libro V.
86. ↑  Plutarco, Su Iside e Osiride, cap. 31.
87. ↑  Görg, M., Israel in hieroglyphics, Biblical notes 106, pp. 21-27, 2001 e van der Veen, P. et al., Israel in Canaan (long) before Pharao Merenptah? A fresh look at Berlin Statue Pedestal Relief 21687, in Journal of Ancient Egyptian Interconnections, 2, pp. 15–25, 2010
88. ↑  (EN) Avraham Faust, The Emergence of Iron Age Israel: On Origins and Habitus, in T.E. Levy, T. Schneider e W.H.C. Propp (a cura di), Israel’s Exodus in Transdisciplinary Perspective: Text, Archeology, Culture and Geoscience, Springer, 2015,  pp. 467-482. URL consultato il 10 marzo 2021.
89. ↑   "Patriarchs, Exodus, Conquest: Fact or Fiction?" Amihai Mazar, su YouTube. URL consultato il 10 marzo 2021.
90. ↑   "Is The Bible a true story?" - Haaretz URL consultato il 25 novembre 2018, su haaretz.com. URL consultato il 24 ottobre 2017.; Archiviato il 24 ottobre 2017 .
91. ↑  Mario Liverani, Oltre la Bibbia. Storia antica di Israele, Laterza, 2007, pp. VII-IX, 37-38, 59-87, 109-116, 134-135, 154-156, 193-198, 275-398, ISBN 978-88-420-7060-3.
92. 1 2  Ze’ev Herzog and the historicity of the Bible; Archiviato il 22 Settembre 2018 .
93. 1 2  Ivana Zingariello e Giorgio Gabbi, La Bibbia è piena di bugie?, in Quark, nº 50, marzo 2005, pp. 79-87.
94. ↑   "Deconstructing the walls of Jericho" - Ze'ev Herzog URL consultato il 25 novembre 2018, su mideastfacts.org. URL consultato il 15 gennaio 2010 (archiviato dall'url originale il 21 dicembre 2008).; Archiviato il 22 Settembre 2018 .
95. ↑  Bart Ehrman, L'Antico Testamento, Carocci Editore, 2018, pp. 103-104, ISBN 978-88-430-9350-2.
96. 1 2  Bart Ehrman, L'Antico Testamento, Carocci Editore, 2018, pp. 102-103, ISBN 978-88-430-9350-2.
97. 1 2  Bibbia TOB, Elle Di Ci Leumann, 1997, p. 258, ISBN 88-01-10612-2.
98. ↑  "I figli d'Israele prolificarono e crebbero, divennero numerosi e molto potenti e il paese ne fu ripieno. Allora sorse sull'Egitto un nuovo re, che non aveva conosciuto Giuseppe. E disse al suo popolo: «Ecco che il popolo dei figli d'Israele è più numeroso e più forte di noi. Prendiamo provvedimenti nei suoi riguardi per impedire che aumenti, altrimenti, in caso di guerra, si unirà ai nostri avversari, combatterà contro di noi e poi partirà dal paese»." ( Es1,7-10, su laparola.net.).
99. ↑   Es14,21-30, su La Parola - La Sacra Bibbia in italiano in Internet.
100. ↑   Gen 46,27, su La Parola - La Sacra Bibbia in italiano in Internet.
101. ↑   At 7,14-15, su La Parola - La Sacra Bibbia in italiano in Internet.
102. ↑   Gen 15,13, su La Parola - La Sacra Bibbia in italiano in Internet.
103. ↑   Es 12,40-41, su La Parola - La Sacra Bibbia in italiano in Internet.
104. ↑  Israel Finkelstein e Neil Asher Silberman, Le tracce di Mosé. La Bibbia tra storia e mito, Carocci, 2002, pp. 71-77, ISBN 978-88-430-6011-5.
105. 1 2  (EN) A Smaller Exodus? | News and Pews, su newsandpews.com. URL consultato l'11 marzo 2021 (archiviato dall'url originale il 15 febbraio 2021).
106. ↑   "Is The Bible a true story?" - Haaretz URL consultato il 25 novembre 2018, su haaretz.com. URL consultato il 24 ottobre 2017.; Archiviato il 24 ottobre 2017 ;  "Deconstructing the walls of Jericho" - Ze'ev Herzog URL consultato il 25 novembre 2018, su mideastfacts.org. URL consultato il 15 gennaio 2010 (archiviato dall'url originale il 21 dicembre 2008).; Archiviato il 22 Settembre 2018 ; "Ze’ev Herzog and the historicity of the Bible"; Archiviato il 22 Settembre 2018 .
107. ↑  Bibbia TOB, Elle Di Ci Leumann, 1997, p. 284, ISBN 88-01-10612-2.
108. ↑   Nm14,13, su La Parola - La Sacra Bibbia in italiano in Internet.
109. ↑   BibbiaCEI2008 |Antico Testamento |Pentateuco |Esodo |Introduzione, su www.bibbiaedu.it. URL consultato il 10 marzo 2021.
110. ↑  (EN) Avraham Faust, The Emergence of Iron Age Israel: On Origins and Habitus, in T.E. Levy, T. Schneider e W.H.C. Propp (a cura di), Israel’s Exodus in Transdisciplinary Perspective: Text, Archeology, Culture and Geoscience, Springer, 2015,  pp. 467-482. URL consultato il 27 febbraio 2021.
111. ↑   "Patriarchs, Exodus, Conquest: Fact or Fiction?" Amihai Mazar, su youtube.com.
112. ↑   Wayback Machine (MP3), su web.archive.org, 29 novembre 2010. URL consultato l'11 marzo 2021 (archiviato dall'url originale il 29 novembre 2010).
113. ↑  (EN) Michael Jacobs, The Case for a Smaller Exodus, su Atlanta Jewish Times, 2016. URL consultato il 27 febbraio 2021.
114. ↑   Richard Elliott Friedman, The Exodus, su books.google.it. URL consultato il 27 febbraio 2021.
115. ↑  (EN) The Exodus Is Not Fiction, su Reform Judaism. URL consultato il 27 febbraio 2021.
116. ↑   William G. Dever, What Did the Biblical Writers Know and When Did They Know It?: What Archaeology Can Tell Us About the Reality of Ancient Israel: What Archeology Can Tell Us about the Reality of Ancient Israel, W.M. Eerdmans Publishing Co., 2002.
117. ↑   Kenneth Kitchen, On the Reliability of the Old Testament, William B. Eerdman Publishing Company, 2002.
118. ↑   James K. Hoffmeier, Israel in Egypt: The Evidence for the Authenticity of the Exodus Tradition, Oxford University Press, 1996.
119. ↑   James K. Hoffmeier, Ancient Israel in Sinai: the evidence for the authenticity of the wilderness tradition, Oxford University Press, 2005.
120. ↑   Emmanuel Anati, Esodo. Tra mito e storia, Atelier, 2016.